# Вангіон і Сідон

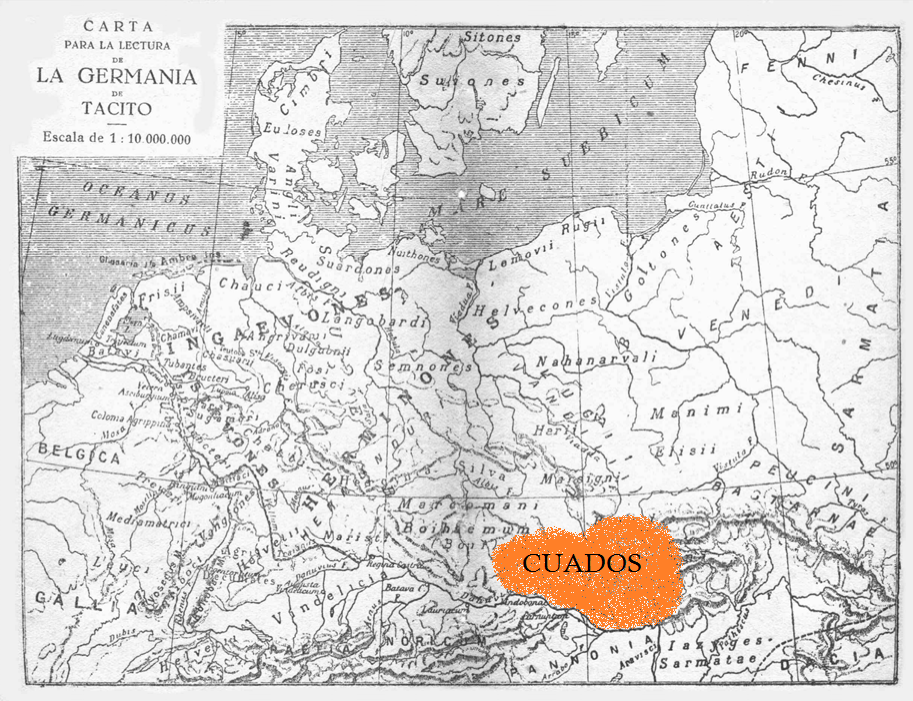
Територія квадів у 1 ст. н.е. згідно Таціта

Вангіон і Сідон (I ст. н. е.) — правителі державного утворення квадів і маркоманів.

## Життєпис
Були небожами Ваннія, володаря потужної держави германців, — синами його сестри. Скориставшись невдоволенням правлінням вуйка та за підтримки гермундурів й лугіїв 50 або 51 року здійняли повстання проти Ваннія. Той зрештою зазнав поразки й втік до римської провінції Паннонія. Брати нагородили союзників, після чого розділили державу Ваннія: Вангіон отримав владу над придунайськими маркоманами, а Сідон — квадами.
Брати продовжили зовнішній курс попередника на збереження мирних стосунків з Римською імперією. Це зрештою викликало невдоволення частини знаті, що розраховували пограбувати римські провінції. Втім Вангіону і Сідону деякий час вдавалося тривати кермо влади. Остання згадка про Вангіона належить до 60 року. Сідон згадується у 69 році як прихильник претендента на трон Веспасіана. Подальша доля невідома.